# Ariajasuru Hasegawa
Ariajasuru Hasegawa (長谷川 アーリアジャスール?, Hasegawa Ariajasuru; Saitama, 29 ottobre 1988) è un ex calciatore giapponese con passaporto iraniano, di ruolo centrocampista.